# Fred Julsing
Freddy Albert (Fred) Julsing (Den Haag, 12 maart 1942 – Grass Valley, 15 januari 2005) was een Nederlandse stripauteur.

## Levensloop
Julsing werd geboren in 1942 als zoon van Fred (Frikke) Julsing en Alberdina Vonk. Zijn vader tekende in 1948 vijf albums van de stripreeks De helse patrouille onder het pseudoniem Larry Morgan. Zijn interesse in strips werd met name gewekt door het lezen van Robbedoes en de erfgenamen van André Franquin.
In 1958 tekende Julsing  cartoons in het tijdschrift Autovisie. Hij werkte vervolgens vanaf begin jaren 60 tot begin jaren 70 voor Toonder Studio's. Aanvankelijk assisteerde Julsing daar Thé Tjong-Khing en Jan Wesseling met de strips Koning Hollewijn en Student Tijloos. Vervolgens was hij daar van april 1965 tot maart 1971 de assistent van Marten Toonder. Hierbij deed Julsing het voorschetswerk van de strip Tom Poes. Hij hielp hier ook mee met Kappie en Panda. In 1968 tekende hij Klinsklansklandere van de ene bil op de andere in opdracht van de Nederlandse Vereniging voor Seksuele Hervorming (NVSH). Dat was tevens ook zijn eerste strip die onder zijn naam verscheen. 
In deze periode woonde Julsing ook een drietal jaar in Antwerpen. Van 1969 tot 1972 tekende hij af en toe illustraties voor het tijdschrift Sjors via Studio Jan Kruis. Julsing tekende vanaf 1970 ook voor het stripblad Pep met strips zoals Wellington Wish en De broertjes Samovarof & Co. Van 1971 tot 1973 zat hij in de redactie van het tijdschrift Stripschrift. In 1975 fuseerden Sjors en Pep tot Eppo. Bij de reorganisatie daarvan werd zijn werk niet verdergezet. Aanvankelijk tekende Julsing een jaar cartoons in de krant Het Vrije Volk en een vedettestrip over André van Duin in de Veronicagids. Dan tekende hij voor de jeugdtijdschriften van uitgeverij Malmberg waaronder Taptoe, Okki en Jippo. Julsing tekende ook van 1983 tot 1990 de gagstrip Ukkie in het tijdschrift Margriet. In 1992 overleefde hij als passagier de vliegramp bij Faro, waarna Julsing verhuisde naar de Verenigde Staten. Zijn laatste strip verscheen in 1993.

## Strips
Julsing tekende onder meer (mee aan) de volgende strips:
- Koning Hollewijn (begin jaren 60)
- Student Tijloos (begin jaren 60)
- Panda en de meester-riolist (1963-1964)
- Tom Poes/Bommelsaga (april 1965-maart 1971)
- Kappie
- Klinsklansklandere van de ene bil op de andere (1968)
- Komkommertje en Martien in Journaal 2000 (1970)
- Wellington Wish in Pep (1971-1973)
- De broertjes Samovarof & Co in Pep (1974-1975)
- Showboot vol heisa in de Veronicagids (1975)
- Robinson in Taptoe (1977-1978)
- De schat van het landje in Jippo (1978)
- Witte's dagboek in Taptoe en Donald Duck (1979-1989)[4] met Theo Steeman
- De familie Uittentuis in Kampioen (1983-1984)
- Ukkie in Margriet (1983-1990)
- Hans en grietje in Jippo
- De rattenvanger van Hamelen in Jippo
- De gouden vogel in Jippo
- Het dappere snijdertje in Jippo
- Het blauwe licht in Jippo
- Tuimel & Ich in Sjors en Sjimmie Stripblad (1989)
- Fanteasy in Sjors en Sjimmie Stripblad (1989-1991)[5] met tekeningen van Jeroen Steehouwer
- Pietsie & Pop en de Zonen van O in Taptoe (1993)

## Waardering
Julsing won in 1960 de Jacob Maris Jeugdprijs voor de grafische kunst wegens enkele litho's. In 1985 ontving hij de stripschappenning van Het Stripschap voor het verhaal De gouden vogel.